# Église Sant'Antoniello del Sangue di Cristo ai Ventaglieri

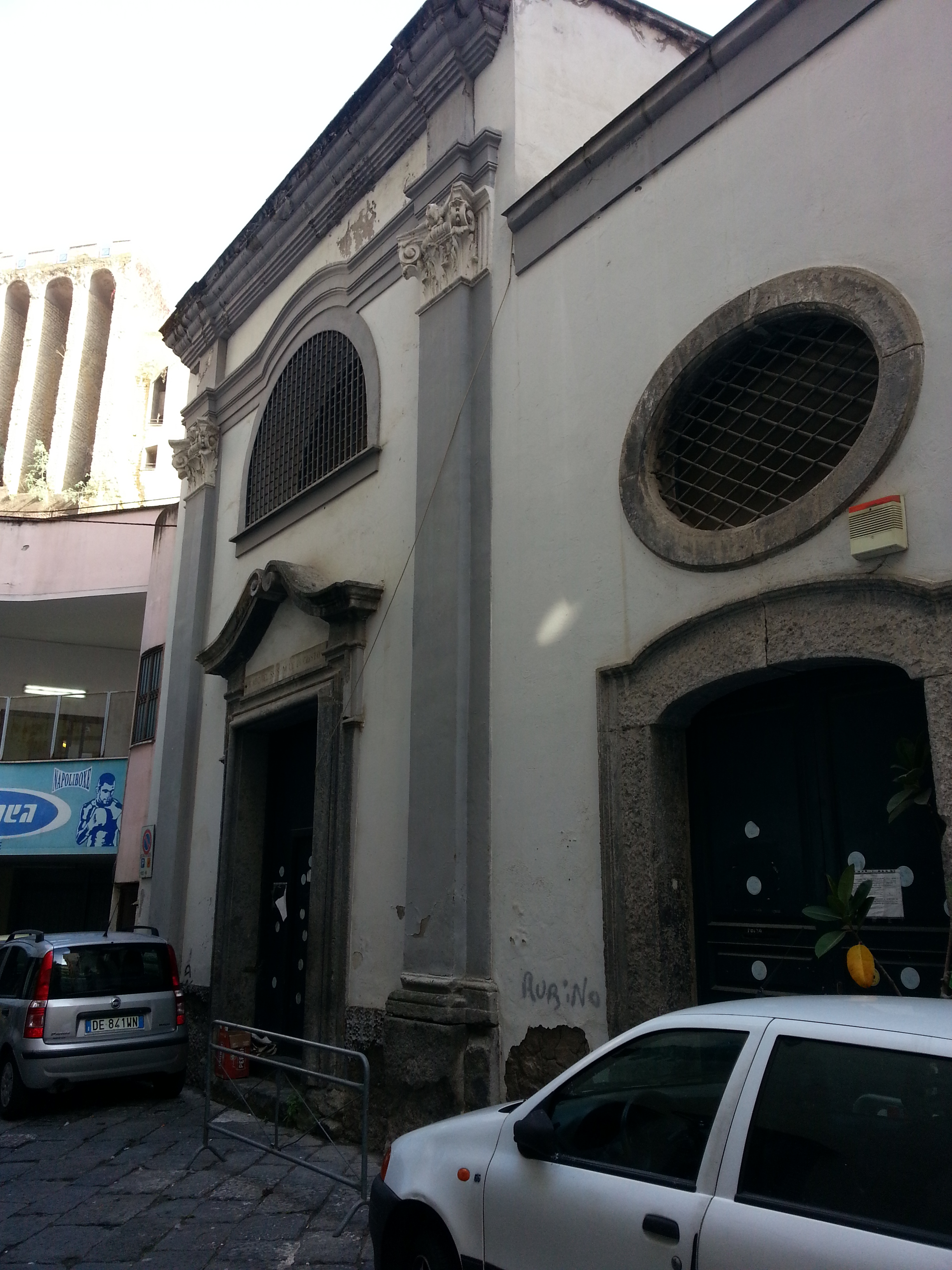
Façade de l'église.

L'église Sant'Antoniello del Sangue di Cristo ai Ventaglieri est une église du centre historique de Naples située vico Sottomonte dei Ventaglieri.

## Histoire et description
L'église est fondée au XVIIe siècle par la confrérie laïque du Très-Saint-Sang-du-Christ 
à un endroit qui était alors à la limite de la ville. Elle est citée au XVIIIe siècle dans un guide écrit par Giuseppe Sigismondi, époque où elle est restaurée une première fois. En 1858, elle est citée par Chiarini, comme abritant la corporation des peintres, ce qui est confirmé par Galante un peu plus tard.
L'édifice de dimensions relativement modestes revêt une importance particulière pour le quartier. Sa façade fort simple est caractérisée par un portail de piperno surmonté d'une grande fenêtre en demi-lune, le tout flanqué de deux pilastres. Le bâtiment annexe présente une fenêtre ovale au-dessus d'un portail sans ornementations.
L'intérieur s'inscrit dans une salle unique décorée très simplement dans le goût néo-classique. Le bâtiment annexe se trouve à droite avec une entrée indépendante sur la rue, sans décoration particulière. 

## Source de la traduction
- (it) Cet article est partiellement ou en totalité issu de l’article de Wikipédia en italien intitulé « Chiesa di Sant'Antoniello del Sangue di Cristo ai Ventaglieri » (voir la liste des auteurs).